# Artemon
Ej att förväxlas med martyren Artemius

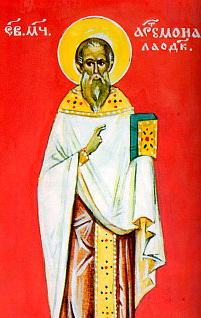
Artemon

Artemon (Artemas), monarkiansk sektstiftare som levde i Rom i början av 200-talet e.Kr. Med stöd av profeterna förnekade han Kristi gudomliga natur, men förklarade honom vara född av en jungfru och överordnad profeterna, samt påstod, att denna lära varit allmän inom kyrkan ända till 100-talets slut. Hans anhängare artemoniterna eller artemonianerna exkommunicerades av påvarna Zephyrinus och Calixtus I.